# 汪台符
汪台符，五代十国杨吴歙州（今安徽省歙县）人。
汪台符年轻时好學，博貫經籍，善作文章，有匡王定霸之才。天復初年，爲陶雅幕客，見天下苦戰，居于鄉里耕田。汪台符写有歙州汪王廟記，记述唐朝初年歙州刺史汪华。吴睿帝時，徐知誥鎮守金陵，汪台符上書，陳说民間九患及利害十餘條。請括定田賦，每正苗一斛，別輸三斗，官授鹽一斤，称作鹽米。一直沿用到南唐。宋齊丘说他：「雖有其言，必無其行。」徐知誥比较猶豫。宋齊丘开始字超回，汪台符写信讽刺他：「聞足下齊先聖以立名（先聖孔子名丘，宋齊丘名齊丘），超亞聖而稱字（亞聖颜子名回，宋齊丘字超回）。」宋齊丘慚愧，改字子嵩。宋齊丘暗中派人誘他乘舟痛飲，至石头城蚵蚾矶下，将他沉殺。